# Nederländernas Grand Prix 1982
Nederländernas Grand Prix 1982 var det nionde av 16 lopp ingående i formel 1-VM 1982.  

## Resultat
1. Didier Pironi, Ferrari, 9 poäng
2. Nelson Piquet, Brabham-BMW, 6
3. Keke Rosberg, Williams-Ford, 4
4. Niki Lauda, McLaren-Ford, 3
5. Derek Daly, Williams-Ford, 2
6. Mauro Baldi, Arrows-Ford, 1
7. Michele Alboreto, Tyrrell-Ford
8. Patrick Tambay, Ferrari
9. John Watson, McLaren-Ford
10. Marc Surer, Arrows-Ford
11. Bruno Giacomelli, Alfa Romeo
12. Manfred Winkelhock, ATS-Ford
13. Eliseo Salazar, ATS-Ford
14. Jean-Pierre Jarier, Osella-Ford
15. Riccardo Patrese, Brabham-BMW

### Förare som bröt loppet
- Jochen Mass, March-Ford (varv 60, motor)
- Jan Lammers, Theodore-Ford (41, motor)
- Elio de Angelis, Lotus-Ford (40, hantering)
- Andrea de Cesaris, Alfa Romeo (3, elsystem)
- Alain Prost, Renault (33, motor)
- René Arnoux, Renault (21, snurrade av)
- Brian Henton, Tyrrell-Ford (21, gasspjäll)
- Raul Boesel, March-Ford (21, motor)
- Chico Serra, Fittipaldi-Ford (18, bränslesystem)
- Derek Warwick, Toleman-Hart (15, oljeläcka)
- Jacques Laffite, Ligier-Matra (4, hantering)

### Förare som ej kvalificerade sig
- Roberto Guerrero, Ensign-Ford
- Teo Fabi, Toleman-Hart
- Eddie Cheever, Ligier-Matra
- Roberto Moreno, Lotus-Ford

### Förare som ej förkvalificerade sig
- Emilio de Villota, March-Ford